# Victoria rhodoblemma
Victoria rhodoblemma là một loài bướm đêm trong họ Geometridae.